# Gouvernement Essid
République tunisienne
Jomaa Chahed
Le gouvernement Habib Essid est le gouvernement de la Tunisie du 6 février 2015 au 27 août 2016. Succédant à celui de Mehdi Jomaa à l'issue des élections législatives et présidentielle de l'automne 2014, il est renversé le 30 juillet 2016 lors d'un vote de confiance à l'Assemblée des représentants du peuple (ARP) et remplacé par le gouvernement de Youssef Chahed.

## Formation
La première liste proposée est composée de membres de Nidaa Tounes, premier parti à l'ARP, de l'Union patriotique libre, ainsi que de personnalités indépendantes.
En date du 26 janvier 2015, la tenue du vote de confiance à l'ARP est repoussée jusqu'à nouvel ordre, les partis d'opposition exclus de sa composition — Ennahdha, le Front populaire, Afek Tounes et le Congrès pour la République — ayant fait savoir qu'ils lui refuseraient la confiance.
Une nouvelle liste est annoncée le 2 février ; elle est composée de membres de Nidaa Tounes, de l'Union patriotique libre, mais aussi d'Ennahdha et d'Afek Tounes, en plus des personnalités indépendantes. Cette nouvelle liste obtient un vote de confiance le 5 février à une large majorité de 167 voix, trente voix contre et huit abstentions.

## Composition initiale

### Chef du gouvernement
| Image | Fonction             |  | Nom         | Parti       |
| ----- | -------------------- |  | ----------- | ----------- |
|       | Chef du gouvernement |  | Habib Essid | Indépendant |

### Ministres
| Image | Portefeuille                                                                       |  | Nom                     | Parti                   |
| ----- | ---------------------------------------------------------------------------------- |  | ----------------------- | ----------------------- |
|       | Ministre de la Justice                                                             |  | Mohamed Salah Ben Aïssa | Indépendant             |
|       | Ministre de la Défense nationale                                                   |  | Farhat Horchani         | Indépendant             |
|       | Ministre de l'Intérieur                                                            |  | Mohamed Najem Gharsalli | Indépendant             |
|       | Ministre des Affaires étrangères                                                   |  | Taïeb Baccouche         | Nidaa Tounes            |
|       | Ministre des Affaires religieuses                                                  |  | Othman Battikh          | Indépendant             |
|       | Ministre des Finances                                                              |  | Slim Chaker             | Nidaa Tounes            |
|       | Ministre du Développement, de l'Investissement et de la Coopération internationale |  | Yassine Brahim          | Afek Tounes             |
|       | Ministre des Domaines de l'État et des Affaires foncières                          |  | Hatem El Euchi          | Union patriotique libre |
|       | Ministre de l'Éducation                                                            |  | Néji Jalloul            | Nidaa Tounes            |
|       | Ministre de l'Enseignement supérieur et de la Recherche scientifique               |  | Chiheb Bouden           | Indépendant             |
|       | Ministre de l'Emploi et de la Formation professionnelle                            |  | Zied Ladhari            | Ennahdha                |
|       | Ministre des Affaires sociales                                                     |  | Ahmed Ammar Younbaii    | Indépendant             |
|       | Ministre de la Santé                                                               |  | Saïd Aïdi               | Nidaa Tounes            |
|       | Ministre de la Culture et de la Sauvegarde du patrimoine                           |  | Latifa Lakhdar          | Indépendante            |
|       | Ministre de la Femme, de la Famille et de l'Enfance                                |  | Samira Merai            | Afek Tounes             |
|       | Ministre de la Jeunesse et des Sports                                              |  | Maher Ben Dhia          | Union patriotique libre |
|       | Ministre de l'Agriculture, des Ressources hydrauliques et de la Pêche              |  | Saâd Seddik             | Indépendant             |
|       | Ministre de l'Environnement et du Développement durable                            |  | Nejib Derouiche         | Union patriotique libre |
|       | Ministre de l'Industrie, de l'Énergie et des Mines                                 |  | Zakaria Hamad           | Indépendant             |
|       | Ministre du Commerce                                                               |  | Ridha Lahouel           | Indépendant             |
|       | Ministre de l'Équipement, de l'Habitat et de l'Aménagement du territoire           |  | Mohamed Salah Arfaoui   | Indépendant             |
|       | Ministre du Transport                                                              |  | Mahmoud Ben Romdhane    | Nidaa Tounes            |
|       | Ministre du Tourisme et de l'Artisanat                                             |  | Selma Elloumi           | Nidaa Tounes            |
|       | Ministère des Technologies de la communication et de l'Économie numérique          |  | Noomane Fehri           | Afek Tounes             |

### Ministres auprès d'un ministre
| Image | Portefeuille |  | Nom            | Parti        |
| ----- | --- |  | -------------- | ------------ |
|       | Ministre auprès du chef du gouvernement chargé des Relations avec l'Assemblée des représentants du peuple                  |  | Lazhar Akremi  | Nidaa Tounes |
|       | Ministre auprès du chef du gouvernement chargé des Relations avec les institutions constitutionnelles et la société civile |  | Kamel Jendoubi | Indépendant  |
|       | Ministre auprès du chef du gouvernement chargé du secrétariat général du gouvernement                                      |  | Ahmed Zarrouk  | Nidaa Tounes |

### Secrétaires d'État
| Image | Portefeuille |  | Nom                     | Parti                       |
| ----- | --- |  | ----------------------- | --------------------------- |
|       | Secrétaire d'État auprès du ministre de l'Intérieur chargé des Affaires sécuritaires                                                |  | Rafik Chelly            | Indépendant                 |
|       | Secrétaire d'État auprès du ministre de l'Intérieur chargé des Affaires locales                                                     |  | Hédi Majdoub            | Indépendant                 |
|       | Secrétaire d'État auprès du ministre des Affaires étrangères                                                                        |  | M'hamed Ezzine Chelaifa | Indépendant                 |
|       | Secrétaire d'État chargé des Affaires arabes et africaines                                                                          |  | Touhami Abdouli         | Mouvement national tunisien |
|       | Secrétaire d'État auprès du ministre des Finances                                                                                   |  | Boutheina Ben Yaghlane  | Ennahdha                    |
|       | Secrétaire d'État auprès du ministre du Développement, de l'Investissement et de la Coopération internationale                      |  | Lamia Zribi             | Indépendante                |
|       | Secrétaire d'État chargée de la Coopération internationale                                                                          |  | Amel Azzouz             | Ennahdha                    |
|       | Secrétaire d'État auprès du ministre des Affaires sociales chargé de l'Émigration et de l'Intégration sociale                       |  | Belgacem Sabri          | Indépendant                 |
|       | Secrétaire d'État chargée du Dossier des blessés et martyrs de la révolution                                                        |  | Majdouline Cherni       | Indépendante                |
|       | Secrétaire d'État auprès du ministre de la Santé chargé de la Mise à niveau des établissements hospitaliers                         |  | Nejmeddine Hamrouni     | Ennahdha                    |
|       | Secrétaire d'État auprès du ministre de la Jeunesse et des Sports chargé de la Jeunesse                                             |  | Chokri Terzi            | Indépendant                 |
|       | Secrétaire d'État auprès du ministre de l'Agriculture, des Ressources hydrauliques et de la Pêche chargée de la Production agricole |  | Amel Nafti              | Indépendante                |
|       | Secrétaire d'État auprès du ministre de l'Agriculture, des Ressources hydrauliques et de la Pêche chargé de la Pêche                |  | Youssef Chahed          | Nidaa Tounes                |
|       | Secrétaire d'État auprès du ministre de l'Équipement, de l'Habitat et de l'Aménagement du territoire chargé de l'Habitat            |  | Anis Ghedira            | Nidaa Tounes                |

Habiba Louati, proposée comme secrétaire d'État chargée de la Fiscalité et des Prélèvements, et Neila Chaabane, proposée comme secrétaire d'État chargée des Biens confisqués et des Affaires foncières, ne sont pas remplacées dans la liste du 2 février 2015.

## Retraits
- Le 6 octobre 2015, Habib Essid accepte la démission de Lazhar Akremi, ministre auprès du chef du gouvernement chargé des Relations avec l'Assemblée des représentants du peuple, qui se retire pour des raisons personnelles[8].
- Le 20 octobre 2015, Essid annonce le limogeage du ministre de la Justice Mohamed Salah Ben Aïssa et indique que le ministre de la Défense Farhat Horchani occupe cette fonction à titre intérimaire[9].
- Le 1er décembre 2015, Essid met fin aux fonctions de Rafik Chelly, secrétaire d'État auprès du ministre de l'Intérieur chargé des Affaires sécuritaires[10].

## Remaniement du 6 janvier 2016
Le 6 janvier 2016, Habib Essid annonce un remaniement ministériel qui voit par ailleurs la disparition de tous les postes de secrétaires d'État,,.
Le 11 janvier, l'Assemblée des représentants du peuple accorde sa confiance individuellement à chaque nouveau ministre ; tous prêtent serment le lendemain.

### Chef du gouvernement
| Image | Fonction             |  | Nom         | Parti       |
| ----- | -------------------- |  | ----------- | ----------- |
|       | Chef du gouvernement |  | Habib Essid | Indépendant |

### Ministres
| Image | Portefeuille                                                                            |  | Nom                   | Parti                    |
| ----- | --------------------------------------------------------------------------------------- |  | --------------------- | ------------------------ |
|       | Ministre de la Justice                                                                  |  | Omar Mansour          | Indépendant              |
|       | Ministre de la Défense nationale                                                        |  | Farhat Horchani       | Indépendant              |
|       | Ministre de l'Intérieur                                                                 |  | Hédi Majdoub          | Indépendant              |
|       | Ministre des Affaires étrangères                                                        |  | Khemaies Jhinaoui     | Indépendant              |
|       | Ministre des Affaires locales                                                           |  | Youssef Chahed        | Nidaa Tounes             |
|       | Ministre des Affaires religieuses                                                       |  | Mohamed Khalil        | Indépendant              |
|       | Ministre des Finances                                                                   |  | Slim Chaker           | Nidaa Tounes             |
|       | Ministre du Développement, de l'Investissement et de la Coopération internationale      |  | Yassine Brahim        | Afek Tounes              |
|       | Ministre des Domaines de l'État et des Affaires foncières                               |  | Hatem El Euchi        | Union patriotique libre  |
|       | Ministre de l'Éducation                                                                 |  | Néji Jalloul          | Nidaa Tounes             |
|       | Ministre de l'Enseignement supérieur et de la Recherche scientifique                    |  | Chiheb Bouden         | Indépendant              |
|       | Ministre de l'Emploi et de la Formation professionnelle                                 |  | Zied Ladhari          | Ennahdha                 |
|       | Ministre des Affaires sociales                                                          |  | Mahmoud Ben Romdhane  | Nidaa Tounes Indépendant |
|       | Ministre de la Santé                                                                    |  | Saïd Aïdi             | Nidaa Tounes             |
|       | Ministre de la Femme, de la Famille et de l'Enfance                                     |  | Samira Merai          | Afek Tounes              |
|       | Ministre de la Culture                                                                  |  | Sonia M'Barek         | Indépendante             |
|       | Ministre de la Jeunesse et des Sports                                                   |  | Maher Ben Dhia        | Union patriotique libre  |
|       | Ministre de l'Énergie et des Mines                                                      |  | Mongi Marzouk         | Indépendant              |
|       | Ministre de l'Agriculture, des Ressources hydrauliques et de la Pêche                   |  | Saâd Seddik           | Indépendant              |
|       | Ministre de l'Environnement et du Développement durable                                 |  | Nejib Derouiche       | Union patriotique libre  |
|       | Ministre de l'Industrie                                                                 |  | Zakaria Hamad         | Indépendant              |
|       | Ministre du Commerce                                                                    |  | Mohsen Hassan         | Union patriotique libre  |
|       | Ministre du Tourisme et de l'Artisanat                                                  |  | Selma Elloumi         | Nidaa Tounes             |
|       | Ministre de l'Équipement, de l'Habitat et de l'Aménagement du territoire                |  | Mohamed Salah Arfaoui | Indépendant              |
|       | Ministre du Transport                                                                   |  | Anis Ghedira          | Nidaa Tounes             |
|       | Ministère des Technologies de la communication et de l'Économie numérique               |  | Noomane Fehri         | Afek Tounes              |
|       | Ministre de la Fonction publique, de la Gouvernance et de la Lutte contre la corruption |  | Kamel Ayadi           | Indépendant              |

### Ministres auprès d'un ministre
| Image | Portefeuille |  | Nom            | Parti        |
| ----- | --- |  | -------------- | ------------ |
|       | Ministre auprès du chef du gouvernement chargé des Relations avec l'Assemblée des représentants du peuple                                           |  | Khaled Chouket | Nidaa Tounes |
|       | Ministre auprès du chef du gouvernement chargé des Relations avec les institutions constitutionnelles et la société civile et des Droits de l'homme |  | Kamel Jendoubi | Indépendant  |
|       | Ministre auprès du chef du gouvernement chargé du secrétariat général du gouvernement                                                               |  | Ahmed Zarrouk  | Nidaa Tounes |

## Féminisation du gouvernement
Le gouvernement compte huit femmes sur 41 membres : Latifa Lakhdar, ministre de la Culture et de la Sauvegarde du patrimoine, Samira Merai, ministre de la Femme, de la Famille et de l'Enfance, Selma Elloumi, ministre du Tourisme et de l'Artisanat, Boutheina Ben Yaghlane, secrétaire d'État auprès du ministre des Finances, Lamia Zribi, secrétaire d'État auprès du ministre du Développement, de l'Investissement et de la Coopération internationale, Amel Azzouz, secrétaire d'État chargée de la Coopération internationale, Majdouline Cherni, secrétaire d'État chargée du Dossier des blessés et martyrs de la révolution, et Amel Nafti, secrétaire d'État auprès du ministre de l'Agriculture, des Ressources hydrauliques et de la Pêche chargée de la Production agricole.
À l'issue du remaniement du 6 janvier 2016, le gouvernement ne compte plus que trois femmes : Lakhdar est remplacée par Sonia M'Barek alors que Ben Yaghlane, Zribi, Azzouz, Cherni et Nafti quittent le gouvernement à la suite de la suppression des postes de secrétaires d'État.

## Chute
Le 2 juin 2016, le président Béji Caïd Essebsi lance l'idée de la formation d'un gouvernement d'union nationale, un désaveu du bilan du gouvernement jugé trop peu dynamique, manquant de cohésion et isolé. Associant neuf partis et trois confédérations syndicales et patronales, il conclut le 13 juillet un accord autour d'un nouveau programme gouvernemental.
Le 18 juillet, Essid annonce qu'il ne démissionnerait pas mais qu'il remettrait son mandat en jeu devant l'Assemblée des représentants du peuple. Le 30 juillet, celle-ci lui retire sa confiance ; le gouvernement ne recevant que le soutien de trois députés est dès lors considéré comme démissionnaire et gère les affaires courantes jusqu'à l'installation du gouvernement mené par le ministre sortant des Affaires locales, Youssef Chahed.